# Agavòidies
Les agavoidees (Agavoideae) són una subfamília de la família de les Asparagaceae, plantes amb flor monocotiledònies de l'ordre Asparagals. A partir del sistema APG III, del 2009, aquesta subfamília inclou les antigues famílies de les Agavaceae i Hesperocallidaceae.
Dins d'aquesta subfamília s'inclouen plantes dels deserts o zones àrides molt conegudes com l'àgave (Atzavara), iuca o l'Arbre de Joshua.
Les espècies poden ser suculentes o no ser-ho. En general les fulles de les agavàcies es disposen en forma de roseta al final d'una tija llenyosa que pot anar des de ser molt curta fins a ser de mida arbòria. Les fulles tenen bandes paral·leles i normalment apareixen llargues i punxagudes, sovint amb una espina dura al final i de vegades amb espines laterals.
Les espècies d'Àgave s'utilitzen per a fer les begudes alcohòliques anomenades pulque i mezcal, mentre altres espècies s'utilitzen per la seva fibra. En xerojardineria són d'ús molt freqüent.

## Gèneres
- Agave
- Allibertia
- Anemarrhena
- Anthericum
- Behnia
- Beschorneria
- Bravoa
- Calodracon
- Camassia
- Charlwoodia
- Chlorogalum
- Chlorophytum
- Clistoyucca
- Cordyline
- Delpinoa
- Dracaenopsis
- Echeandia
- Furcraea
- Furcroya
- Ghiesbreghtia (Agavaceae)
- Herreria
- Hesperaloe
- Hesperocallis
- Hesperoyucca
- Hosta
- Leucocrinum
- Littaea
- Manfreda
- Polianthes
- Prochnyanthes
- Pseudobravoa
- Samuela
- Yucca